# Émile Vaudremer

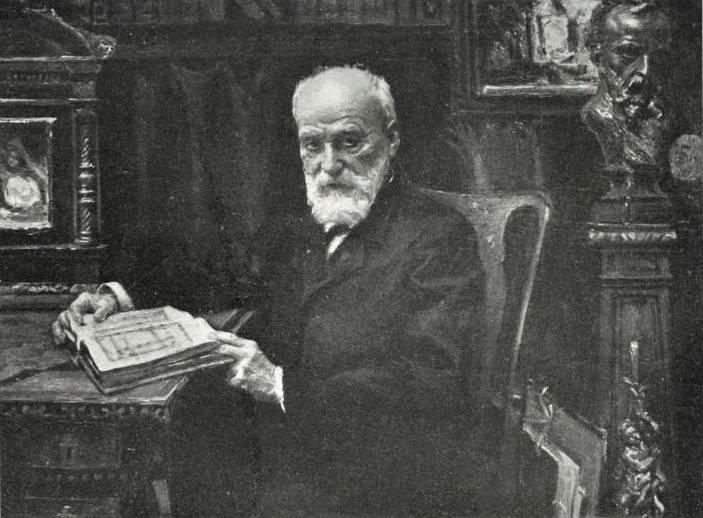
Émile Vaudremer, 1902

Joseph Auguste Émile Vaudremer (* 6. Februar 1829 in Paris; † 7. Februar 1914 in Antibes) war ein französischer Architekt des Historismus.

## Leben

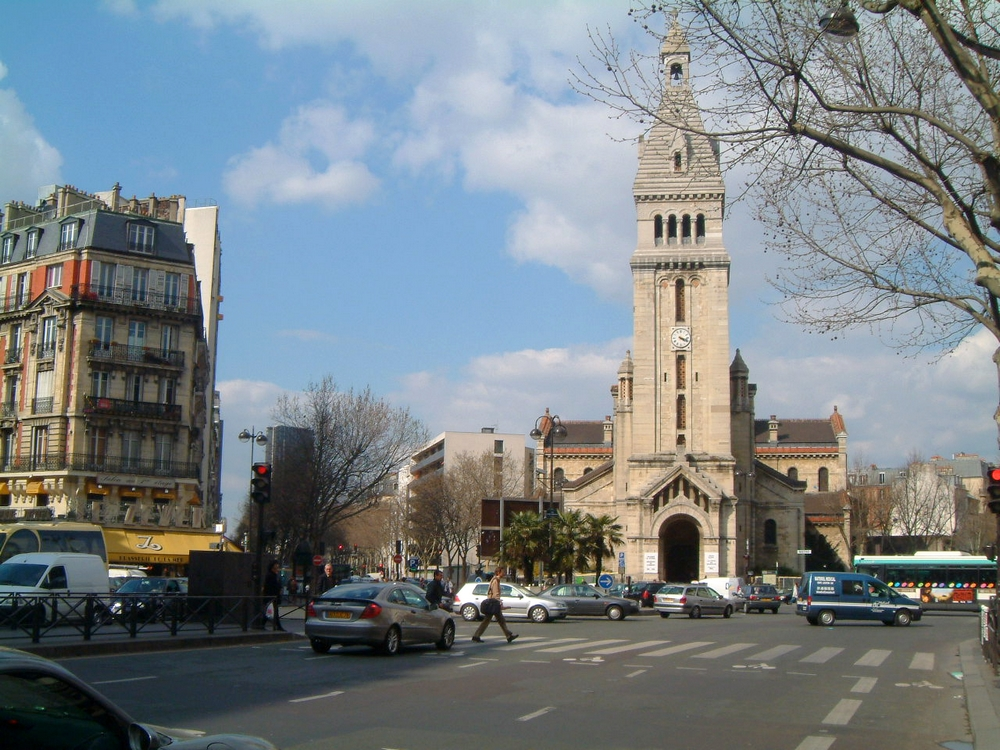
Kirche Saint-Pierre de Montrouge in Paris; erbaut nach Entwürfen von Vaudremer

Vaudremer studierte ab 1847 Architektur an der École des Beaux-Arts und arbeitete danach bei den Architekten Guillaume Abel Blouet (1795–1853) und Émile Jacques Gilbert (1795–1874). 1854 wurde er mit dem Prix de Rome ausgezeichnet und hielt sich als Stipendiat von 1855 bis 1858 in der Villa Medici in Rom auf. Zu seinen Schülern gehörte der amerikanische Architekt Louis Sullivan.
Émile Vaudremer starb im Jahr 1914 einen Tag nach der Vollendung seines 85. Lebensjahres in Antibes. Er ruht auf dem Cimetière Saint-Véran in Avignon; das Grabmal entwarf er selbst.

## Werk
Sein erstes bedeutendes Gebäude schuf er mit dem 1861 bis 1867 erbauten Pariser Gefängnis La Santé. Nach diesem eher nüchternen Bau wandte sich Vaudremer – dem Zeitgeist entsprechend – einem neoromanischem Baustil zu. Erstes Beispiel hierfür ist die von 1865 bis 1870 entstandene Kirche St-Pierre de Montrouge im 14. Arrondissement von Paris. Ebenfalls im neoromanischen Stil entstand ab 1876 die Kirche Notre-Dame-d'Auteuil im 16. Arrondissement. Zudem war Vaudremer Mitarbeiter von Paul Abadie beim Bau der Basilique du Sacré-Cœur. Vaudremer hinterließ ein umfangreiches zeichnerisches Werk. Hierzu zählen Entwürfe zu Innenraumgestaltungen der Piccolomini-Bibliothek im Dom von Siena und des Markusdom in Venedig ebenso wie Landschaftsansichten von Capri und Viterbo.

## Ehrungen und Auszeichnungen
- 1867: Ritter der Ehrenlegion
- 1879: Mitglied der Académie des Beaux-Arts
- 1892: Mitglied der Académie royale des Sciences, des Lettres et des Beaux-Arts de Belgique[2]